# Bond Peaks
Die Bond Peaks (norwegisch Bondtoppane) sind eine bis zu 3180 m hohe Gebirgsgruppe im ostantarktischen Königin-Maud-Land. Sie liegen an der Südwestseite der Bergersenfjella im Gebirge Sør Rondane.
Norwegische Kartografen kartierten sie 1957 anhand von Luftaufnahmen, die bei der US-amerikanischen Operation Highjump (1946–1947) erstellt worden waren. Das Advisory Committee on Antarctic Names benannte sie 1966 nach Charles Alonzo Bond (1904–1989), Kommandeur der Westgruppe bei der Operation Highjump.